# Ivan Santaromita
Ivan Santaromita (Varese, 30 april 1984) is een Italiaans wielrenner die anno 2018 rijdt voor Nippo-Vini Fantini-Europa Ovini. Hij is de broer van oud-wielrenner Mauro-Antonio Santaromita.

## Overwinningen
2002
2e etappe deel B Tour du Pays de Vaud
Eindklassement Tre Ciclistica Bresciana
2008
1e etappe deel B Internationale Wielerweek (ploegentijdrit)
1e etappe Ronde van Spanje (ploegentijdrit)
2010
1e etappe deel B Internationale Wielerweek (ploegentijdrit)
Eindklassement Internationale Wielerweek
2013
3e etappe Ronde van Trentino
 Italiaans kampioen op de weg, Elite
2014
1e etappe Ronde van Italië (ploegentijdrit)

## Resultaten in voornaamste wedstrijden
| Jaar | Ronde van Italië | Ronde van Frankrijk | Ronde van Spanje |
| ---- | ---------------- | ------------------- | ---------------- |
| 2006 |                  |                     |                  |
| 2007 |                  |                     |                  |
| 2008 |                  |                     | 125e             |
| 2009 |                  |                     |                  |
| 2010 |                  |                     | 63e              |
| 2011 |                  | 83e                 | 117e             |
| 2012 | 52e              |                     |                  |
| 2013 | 30e              |                     | 48e              |
| 2014 | opgave           |                     | opgave           |
| 2015 |                  |                     |                  |
| 2016 |                  |                     |                  |
| 2017 |                  |                     |                  |
| 2018 |                  |                     |                  |
| 2019 | 102e             |                     |                  |

| Jaar | Milaan-San Remo | Amstel Gold Race | Luik-Bast.‑Luik | Ronde van Lombardije | Waalse Pijl |  | WK op de weg |  | Wereldranglijsten |
| ---- | --------------- | ---------------- | --------------- | -------------------- | ----------- |  | ------------ |  | ----------------- |
| 2006 |                 |                  |                 | 70e                  |             |  |              |  |                   |
| 2007 |                 |                  |                 |                      |             |  |              |  |                   |
| 2008 |                 |                  |                 |                      |             |  |              |  |                   |
| 2009 |                 | 98e              | opgave          | 82e                  | 158e        |  |              |  |                   |
| 2010 |                 | 97e              | opgave          | opgave               | 81e         |  |              |  |                   |
| 2011 | 105e            | 53e              | opgave          | 21e                  | 48e         |  |              |  |                   |
| 2012 |                 |                  |                 | opgave               |             |  |              |  | 237e (UWT)        |
| 2013 |                 |                  |                 | 9e                   |             |  | opgave       |  | 143e (UWT)        |
| 2014 |                 |                  | 40e             | 20e                  | 27e         |  |              |  | 226e (UWT)        |
| 2015 |                 |                  |                 |                      |             |  |              |  |                   |
| 2016 |                 |                  |                 |                      |             |  |              |  |                   |
| 2017 | 79e             |                  |                 | 53e                  |             |  |              |  |                   |
| 2018 | 81e             |                  |                 | 50e                  |             |  |              |  |                   |
| 2019 |                 |                  |                 |                      |             |  |              |  |                   |

## Ploegen
- 2005 –  Quick Step-Innergetic (stagiair vanaf 1-8)
- 2006 –  Quick Step-Innergetic
- 2007 –  Quick Step-Innergetic
- 2008 –  Liquigas
- 2009 –  Liquigas
- 2010 –  Liquigas-Doimo
- 2011 –  BMC Racing Team
- 2012 –  BMC Racing Team
- 2013 –  BMC Racing Team
- 2014 –  Orica GreenEDGE
- 2015 –  Orica GreenEDGE
- 2016 –  Skydive Dubai Pro Cycling Team-Al Ahli Club
- 2017 –  Nippo-Vini Fantini
- 2018 –  Nippo-Vini Fantini-Europa Ovini